# Congrès sioniste
Pour un article plus général, voir Histoire du sionisme.
Le congrès sioniste est une institution supérieure de l'Organisation sioniste mondiale qui en élit les membres. Son rôle consiste à examiner et éventuellement adopter les propositions qui lui sont soumises, ainsi qu'à décider de la politique économique du mouvement sioniste, lancé par Theodor Herzl, juif de l'empire d'Autriche-Hongrie, dans les années 1890.
Le premier congrès sioniste a lieu en Suisse, à Bâle, en 1897. De 1897 à 1945, le congrès se déroule à dix reprises dans cette ville, plus que dans aucune autre ville du monde. À partir de 1951, après la création de l'État d'Israël en 1948, tous les congrès ont lieu à Jérusalem. 
Le congrès sioniste est d'abord annuel (1897-1901), puis biennal (1903-1939). Depuis la Seconde Guerre mondiale, dix-huit congrès ont eu lieu de 1945 à 2023, normalement sur un rythme quadriennal. Le cent vingt-cinquième anniversaire du premier congrès a été fêté en 2022 à Bâle.

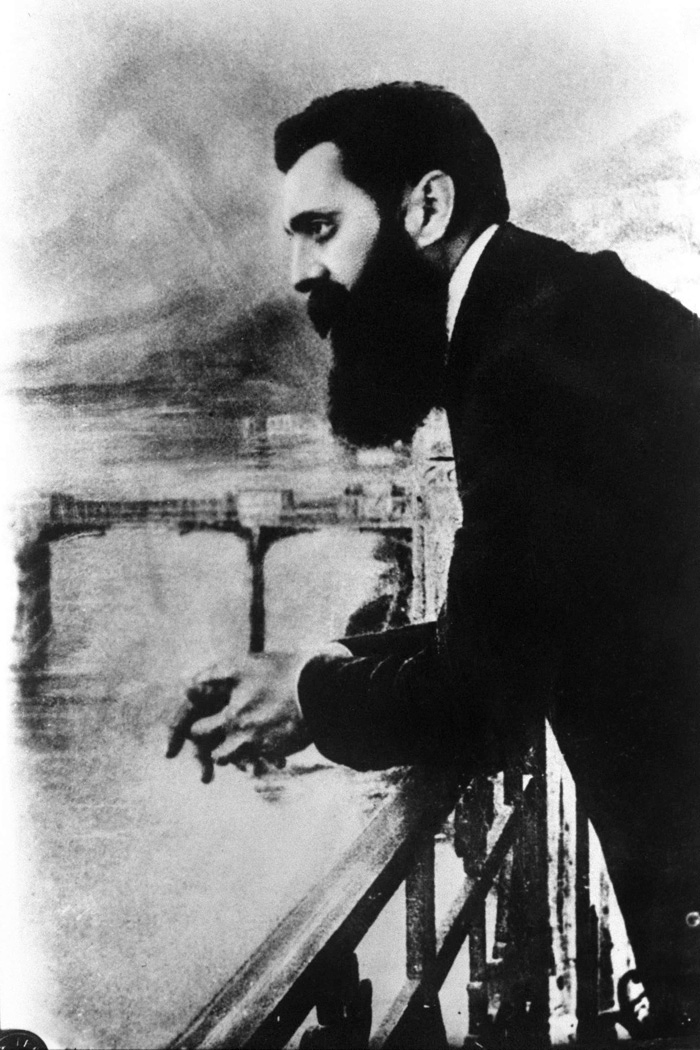
Theodor Herzl regardant le Rhin depuis le balcon de son hôtel à Bâle lors du 5e congrès sioniste en 1901.

## Contexte
- Sionisme
- Amants de Sion
- Theodor Herzl
- Palestine ottomane (jusqu'en 1920) ; Palestine mandataire (1920-1948)
- Émigration juive en Palestine (des années 1880 aux années 1940)
- Création de l'Etat d'Israël (1948)

## Période de la Palestine ottomane (jusqu'en 1918)

### Premier congrès (1897)
Le premier congrès sioniste a lieu à Bâle du 29 au 31 août 1897. 
Il marque un tournant décisif dans l'histoire du mouvement sioniste, qui s'éloigne de l'organisation des Amants de Sion (créée en 1881 à Odessa par Léon Pinsker) et devient officiellement un mouvement « sioniste-politique »[réf. nécessaire]. Théodore Herzl y propose son programme, qu'il qualifie de « plan de réunification nationale juive ».
Un grand conseil, composé de quinze membres, y est élu, ainsi qu'un conseil restreint de cinq membres : c'est la naissance de l'Organisation sioniste (aujourd'hui Organisation sioniste mondiale, qui siège à Tel Aviv).
Herzl écrit dans son journal[pas clair] : « Si je devais résumer le Congrès de Bâle en un mot, ce serait celui-ci : à Bâle j'ai fondé l'État Juif (...). Peut-être dans cinq ans et certainement dans cinquante ans, chacun le saura. »,

### 2econgrès(1898)
Il a lieu à Bâle, du 28 au 31 août 1898, et discute principalement de l'introduction de l'idée sioniste au sein des communautés juives de Diaspora, de la création d'un « Fonds pour l'implantation juive », outil financier de l'Organisation sioniste mondiale. La participation a doublé par rapport au premier congrès mais avec toujours une représentation majoritairement russe.

### 3econgrès(1899)
Il a lieu à Bâle, du 15 au 18 août 1899, et discute du fondement du Programme de Bâle.

### 4econgrès(1900)
Il a lieu à Londres, du 13 au 16 août 1900, et est marqué par la scission des Juifs de Roumanie. Il traite des difficultés économiques des ouvriers en terre d'Israël et du chômage qui y règne. Tzvi Herman Shapira y propose l'idée de la fondation du Fonds national juif (FNJ), destiné à acheter des terres en Palestine (alors province de l'Empire ottoman) afin d'installer des pionniers agricoles juifs..

### 5econgrès(1901)
Il a lieu à Bâle du 26 au 30 décembre 1901. Aryé-Yéhouda-Léo Motzkin, Martin Buber et Chaim Weizmann y jouent un rôle prépondérant.
Ce congrès décide la création du Fonds national juif. Cette décision est appliquée peu après, le FNJ étant fondé dès 1901 à Bâle.

### 6econgrès(1903)
Il a lieu à Bâle, du 23 au 28 août 1903, et est l'un des plus houleux. Herzl, sur demande du gouvernement britannique, y propose le « Projet Ouganda ». Une très forte minorité, notamment les sionistes russes, s'oppose à ce projet. Herlz évite de justesse la scission. En définitive, une commission d'enquête est chargée d'examiner la faisabilité du projet.
Herlz clôture les débats par un extrait du Psaume 137 : « Si je t'oublie Jérusalem, que ma droite s'assèche ! »

### 7econgrès(1905)
Il a lieu à Bâle, du 27 juillet au 2 août 1905. C'est le premier congrès organisé après la disparition de Herzl. David Wolffsohn y est élu président de l'Organisation sioniste mondiale. On convient du fait que l'implantation ne peut se réaliser qu'en Terre d'Israël et le Projet Ouganda est donc rejeté à une forte majorité. Le « mouvement territorialiste » dissident est créé à l'issue de ce congrès.

### 8econgrès(1907)
Il a lieu à La Haye aux Pays-Bas, du 14 au 21 août 1907. Le choix de La Haye s'explique par la tenue concomitante de la Conférence pour la paix. À l'initiative de Chaim Weizmann, le sionisme politique devient indissociable de l'implantation active en Terre d'Israël.

### 9econgrès(1909)
Il a lieu à Hambourg en Allemagne, du 26 au 30 décembre 1909, et où, pour la première fois, les mouvements ouvriers sont représentés comme entités indépendantes.

### 10econgrès(1911)
Il a lieu à Bâle, du 9 au 15 août 1911, et discute du problème arabe.

### 11econgrès(1913)
Il a lieu à Vienne, du 2 au 9 septembre 1913. Chaim Weizmann et Menahem Ussishkin y proposent l'idée de la création de l'Université hébraïque de Jérusalem.

## Période de la Palestine mandataire (1920-1948)

### 12econgrès(1921)
Il a lieu à Karlovy Vary (Carlsbad) en Tchécoslovaquie, du 1er au 14 septembre 1921. C'est le premier congrès organisé depuis la fin de la Première Guerre mondiale, après la déclaration Balfour de 1917, après la mise en place du mandat britannique sur la Palestine. Il a aussi lieu après des pogroms en Europe orientale[réf. nécessaire]. 
Il prévoit l'établissement des infrastructures nationales du futur État ainsi que de l'élargissement de l'implantation en Terre d'Israël. Le congrès confirme la création du Keren Hayesod, ainsi que l'achat de terre dans la vallée de Jezreel.

### 13econgrès(1923)
Il a lieu à Karlovy Vary du 6 au 18 août 1923. La création de l'Université hébraïque de Jérusalem est décidée.

### 14econgrès(1925)
Il a lieu à Vienne, du 18 au 31 août 1925. Il discute principalement des problèmes liés à la 4e Aliyah.

### 15econgrès(1927)
Il a lieu à Bâle, du 30 août au 11 septembre 1927. Il traite de la crise générale de la 4e Aliyah, liée au chômage.

### 16econgrès(1929)
Il a lieu à Zurich en Suisse, du 29 juillet au 10 août 1929. Il analyse l'amélioration de la situation en Terre d'Israël, à la suite de la 5e Aliyah.

### 17econgrès(1931)
Il a lieu à Bâle, du 30 juin au 15 juillet 1931. 
Il traite des émeutes sanglantes de 1929, ainsi que de la publication du deuxième Livre Blanc du Britannique Passfield. 
Les premières oppositions avec le sionisme révisionniste de Vladimir Jabotinsky, apparaissent. Les adeptes du sionisme révisionniste quittent alors la salle du congrès et déchirent leur carte de membre.
En réaction à la politique anti-sioniste anglaise, Chaim Weizmann démissionne de la direction de l'Organisation Sioniste Mondiale, et c'est Nahum Sokolow qu'on élit à sa place.

### 18econgrès(1933)
Il a lieu à Prague, du 21 août au 4 septembre 1933. 
Il discute principalement de l'arrivée d'Adolf Hitler au pouvoir en Allemagne et des premières mesures antisémites prises par un gouvernement allemand devenu totalement nazi.

### 19econgrès(1935)
Il a lieu à Lucerne en Suisse, du 20 août au 4 septembre 1935. 
Il s'inquiète de la situation des Juifs en Allemagne et notamment des lois de Nuremberg, ne considérant plus les Allemands juifs comme des citoyens. 
Chaim Weizmann est réélu à la tête de l'Organisation Sioniste Mondiale.

### 20econgrès(1937)
Il a lieu à Zurich du 3 au 16 août 1937. 
Il analyse les résultats de la commission royale britannique Peel concernant le partage de la Palestine.

### 21econgrès(1939)
Il a lieu à Genève (Suisse) du 16 au 25 août 1939. 
Il discute du combat contre le Livre Blanc. 
Le 1er septembre débute la Seconde Guerre mondiale.

### 22econgrès(1945)
Il a lieu à Bâle du 9 au 24 décembre 1945. Il s'intéresse à l'émigration illégale et à la résistance politique et militaire contre le gouvernement britannique.

## Période de l'État d'Israël (depuis 1948)

### 23econgrès(1951)
Il a lieu pour la première fois à Jérusalem, du 14 au 30 août 1951, après la création de l'État d'Israël ayant eu lieu le 14 mai 1948. À compter de ce congrès , tous ces derniers se réunissent à Jérusalem. Il discute du rôle de l'Organisation Sioniste Mondiale, de sa relation avec le nouvel Etat hébreu et de l'immigration juive. Sont posées les bases du "Programme de Jérusalem" dont les principes sont : le renforcement de l'État d'Israël, la réunification de la Diaspora en Israël et l'unité du Peuple juif.

### 24econgrès(1956)
Il a lieu du 24 avril au 7 mai 1956. Il siège à l'ombre de la tension et des préoccupations relatives à la sécurité de l'Etat juif, des préparatifs militaires des armées arabes contre Israël et de l'approvisionnement en armes de ces dernières par le bloc communiste. Il redéfinit le rôle du Keren Hayesod.

### 25econgrès(1960)
Il a lieu du 27 décembre 1960 au 11 janvier 1961. S'intéresse aux problèmes relatifs à l'immigration ainsi qu'à la culture et l'éducation en Diaspora. Il définit le cadre des relations entre l'État d'Israël et l'Organisation Sioniste Mondiale.

### 26econgrès(1964)
Il a lieu du 30 décembre 1964 au 11 janvier 1965. Il discute des moyens de sensibilisation des Juifs de Diaspora par rapport à Israël, et de la diffusion de la langue hébraïque.

### 27econgrès(1968)
Il a lieu du 9 au 19 juin 1968. Il vote le « Programme de Jérusalem » proposé lors du 23e congrès, et insiste sur la nécessité de la collaboration entre Israël et l'Organisation sioniste mondiale.

### 28econgrès(1972)
Il a lieu du 18 au 28 juin 1972. S'intéresse aux problèmes auxquels certaines communautés juives de Diaspora sont confrontées.

### 29econgrès(1978)
Il a lieu du 20 au 28 février 1978. Définit les desseins du sionisme et analyse les problèmes d'éducation des Juifs de la Diaspora et les conditions d'immigration et d'intégration.

### 37econgrès(2015)
Durant ce congrès, Benjamin Netanyahou attaque le grand mufti de Jérusalem de la période de la Seconde Guerre mondiale, Mohammed Amin al-Husseini (1895-1974), à qui il impute une grande responsabilité dans la Shoah, l'accusant pratiquement d'en avoir été l'initiateur. Il est vrai que ce haut personnage a eu des relations avec le régime nazi et était antisémite. Grand mufti à partir de 1921, au début du mandat britannique sur la Palestine, il est exilé en 1937 par les autorités britanniques à la suite de la grande révolte arabe, mais n'est pas déchu de ses fonctions religieuses. Durant la guerre, il se lie avec le Troisième Reich, ennemi du Royaume-Uni et des juifs, et soutient son effort de guerre, allant ensuite jusqu'à approuver la Shoah.

### 38econgrès(2020)
Il a lieu du 20 au 22 octobre 2020 (par l'intermédiaire de la plate-forme Zoom).

### 39econgrès(2023)
Il a lieu en avril 2023 et s'intéresse aux questions de la réforme judiciaire en Israël et des droits des LGBT.

## Le 125e anniversaire du premier congrès sioniste (2022)
Le 29 août 2022, plus d'un millier de personnes se sont réunies à Bâle pour commémorer les 125 ans du premier congrès sioniste.

### Française
- Walter Laqueur, Le Sionisme, 2 volumes, Paris, Gallimard, collection « Tel », 1994,  (ISBN 2070732525),  (ISBN 2070739929).

### Israélienne
- Efraïm et Ménahem Talmi, Lexique sioniste, Tel Aviv, Maariv, 1982
- Mordéhaï Naor, De Hertzl à Ben-Gourion, Tel Aviv, Ministère de la défense, 1996
- Shlomit Laskov, Qui a rédigé les Protocoles de Sion, Tel Aviv, Et-Mol, 1993
- Mordéhaï Naor, Le Journalisme, Herzl et le congrès sioniste, Tel Aviv, Et-Mol, 1997
- Avigaïl Oren, Voyage sur les pas de Herzl en Terre d'Israël, Tel Aviv, Editions de la Histadrut
- Matya Kam, Le Premier Congrès sioniste, Fonds Avi Haï
- Yéhoshoua-Eshel Ferbstein, Le Premier Congrès et la religion
- Dov Berkovich, Vous n'habiterez pas
- Dvora Omer, Une voix appelle dans la pénombre